# Mistrzostwa Europy w Podnoszeniu Ciężarów 1907 (2)
Mistrzostwa Europy w Podnoszeniu Ciężarów 1907 (2) – 11. edycja mistrzostw europy w podnoszeniu ciężarów, która odbyła się 1 listopada 1907 w Wiedniu (Austro-Węgry /Cesarstwo Austrii ). Startowali tylko mężczyźni w 1 kategorii wagowej.

## Medaliści
| Kategoria: | Złoto:        | Wynik    | Srebro:     | Wynik    | Brąz:              | Wynik    |
| + 82,5 kg  | / Josef Grafl | 380,5 kg | Alois Selos | 360,5 kg | / Berthold Tandler | 350,5 kg |

## Klasyfikacja medalowa
| Miejsce | Reprezentacja                    | Złoto | Srebro | Brąz | Razem |
| 1.      | / Austro-Węgry/Cesarstwo Austrii | 1     | 0      | 1    | 2     |
| 2.      | Cesarstwo Niemieckie             | 0     | 1      | 0    | 1     |